# Крумка Шарова
Крумка Крумова Шарова е видна българска историчка, изследвателка на българското национално-революционно движение през XIX век.

## Биография
Родена е в 1924 година в град Неврокоп. В 1947 година завършва история в Софийския университет. В 1948 година става членка на БКП. От 1953 е научна сътрудничка, а от 1956 година – старша научна сътрудничка в Института по история на БКП. От 1961 година работи в Института по история при БАН и от 1973 година завежда секцията „История на българския народ XV-XIX“.
Изследва българското национално-революционно движение през XIX век и делото на възрожденските дейци – Любен Каравелов, Васил Левски и други. Отговорна редакторка и съавторка е на том 6 от многотомната „История на България“ на БАН. В 1984 година е удостоена с орден „Народна република България“, ІІІ степен.
Публикува много материали, свързани с град Сливен и е определена за носителка на наградата „Д-р Иван Селимински“ за 2006 г. – наградата е присъдена за „цялостен принос за постижения в публицистиката, историческо-краеведческата дейност и опазването на културно-историческото наследство на Сливен и Сливенския край.“
Умира на 20 октомври 2006 г.

## Трудове
- „Любен Каравелов и българското освободително движение“ 1860 – 1867, 1970
- „Парижката комуна и освободителното движение на балканските народи“, 1971
- „Български дипломатически акции пред Европа в началото на 40-те години на ХІХ век“, 1975
- „История на град Враца“, 1976, съавтор
- „Проблеми на Българското възраждане“, 1981
- „БРЦК и процесът след Арабаконашкото нападение“, 1872 – 1873, 2007, 256 с.
- „Поп Кръстьо Никифоров и Васил Левски. Пътят на едно предателство“, 2007, 197 с.
- „Васил Левски. Документи“. Т. 1, 2000 и т. II, 2009, съставител